# Ladislao Vajda
Ladislao Vajda, nato László Vajda Weisz (Budapest, 18 agosto 1906 – Barcellona, 25 marzo 1965), è stato un regista, sceneggiatore e montatore ungherese naturalizzato spagnolo.

## Biografia
Figlio di un attore e regista ungherese, iniziò lavorando con registi come Billy Wilder e Henry Koster.
Dopo le prime esperienze da regista in Ungheria negli anni trenta, si spostò in Europa Occidentale dopo la seconda guerra mondiale, prima in Italia, dove diresse due film, poi in Spagna e in Germania.
Tra i suoi film più famosi Marcellino pane e vino (1955), vincitore di un premio al Festival di Cannes, e Mio zio Giacinto (1956) vincitore di un premio al Festival del cinema di Berlino, entrambi con Pablito Calvo.
Morì all'età di 58 anni il 25 marzo 1965 a Barcellona.

## Filmografia

### Regista
- Szenzáció, co-regia di Steve Sekely (1936)
- Három sárkány (1936)
- La moglie del generale Ling (Wife of General Ling) (1937)
- Az én lányom nem olyan (1937)
- A kölcsönkért kastély (1937)
- Péntek Rézi (1938)
- Fekete gyémántok (1938)
- Döntő pillanat (1938)
- Giuliano de' Medici  (1940)
- La zia smemorata (1941)
- Villa da vendere (1943)
- Três Espelhos (1947)
- Barrio (1947)
- Il richiamo del sangue (1948)
- La madonnina d'oro (1949)
- Il segreto della porta chiusa (1950)
- Settima pagina (Séptima página) (1950)
- Ronda española (1951)
- Doña Francisquita (1952)
- Il terrore dell'Andalusia (1953)
- Marcellino pane e vino (1954)
- L'avventuriero di Siviglia (1954)
- Plaza de toros (1955)
- Mio zio Giacinto (Mi tío Jacinto) (1956)
- Un angelo è sceso a Brooklyn (Un angel pasó por Brooklyn) (1957)
- Il mostro di Mägendorf (1958)
- Ein Mann Geht Durch Die Wand (1959)
- Das Feuerschiff (1963)
- Una chica casi formal (1963)
- La dama de Beirut (1965)

### Montatore
- Un bacio e un ceffone (Der Bettelstudent), regia di Victor Janson (1931)
- Café Moszkva, regia di Steve Sekely (1933)